# Agrotis crinigera
Agrotis crinigera är en fjärilsart som beskrevs av Butler 1881. Agrotis crinigera ingår i släktet Agrotis och familjen nattflyn. IUCN kategoriserar arten globalt som utdöd. Inga underarter finns listade i Catalogue of Life.